# Mecynodes becvari
Mecynodes becvari är en skalbaggsart som beskrevs av Cervenka 1995. Mecynodes becvari ingår i släktet Mecynodes och familjen Aphodiidae. Inga underarter finns listade i Catalogue of Life.